# جسی ماس

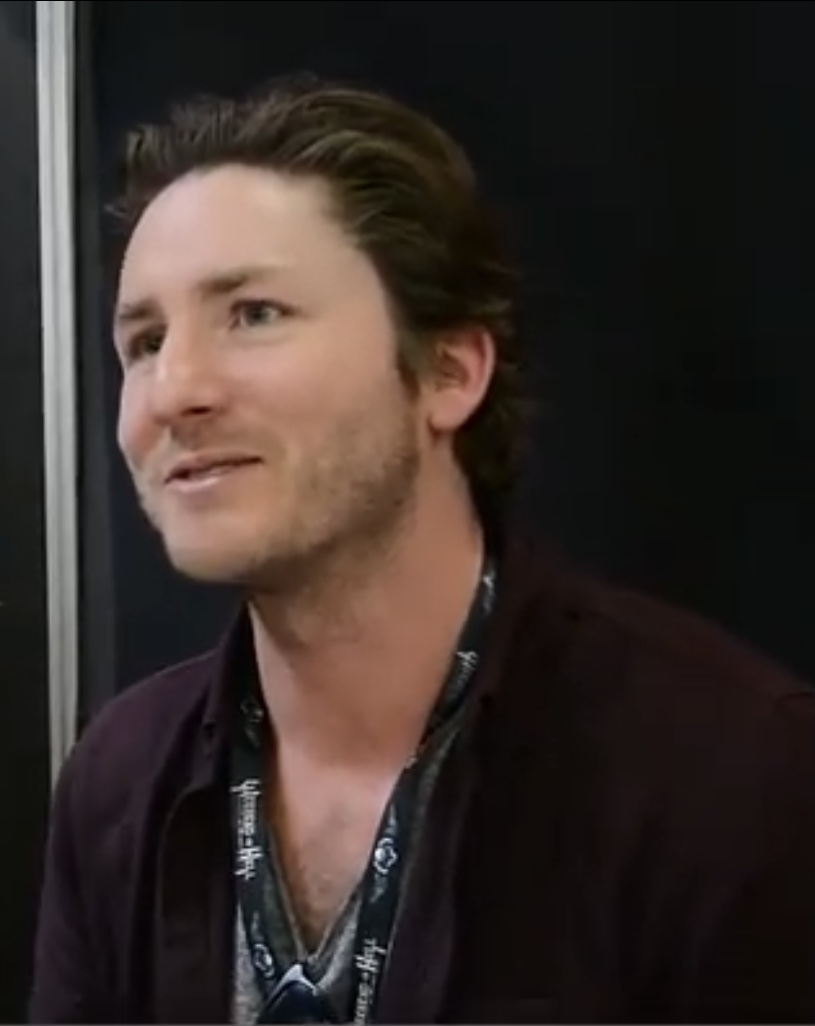
جسی ماس

جسی ماس (انگلیسی: Jesse Moss؛ زادهٔ ۴ مهٔ ۱۹۸۳) هنرپیشه اهل کانادا است. وی از سال ۱۹۹۱ میلادی تاکنون مشغول فعالیت بوده‌ است.
از فیلم‌هایی که وی در آن نقش داشته‌ است، می‌توان به تماشایی!، مقصد نهایی ۳، تاکر و دیل در برابر شیطان، بیگ یر، زنجبیل ضربه محکم و ناگهانی، جویندگان طلا و سبک آزاد اشاره کرد.